# Аарон (монах Борисоглебского монастыря)
Мона́х Ааро́н (в миру Алексе́й; 1688 — после 1726) — монах Русской православной церкви, затворник.

## Биография
Родился в 1688 году, мирское имя — Алексей.
Постригся в 1701 году в Севском уезде в Николаевском Столбовском монастыре. Этот монастырь он вскоре покинул, и долгое время ходил по разным другим обителям и даже лесам, ища «способу, где б удобнее ему спастися», пока не поселился, наконец, в Переяславском Борисоглебском монастыре.
Был привлечён в 1718 году по делу о ростовском архиерее Досифее как предсказатель. При первом дознании Аарона оставили в покое, найдя, что, затворённый с тринадцати лет один в башне, он расстроил умственные способности. Это подтверждается и его тёмными, малопонятными ответами при допросах. Но при втором разборе процесса он найден в здравом уме, расстрижен и послан для безвыходного пребывания, в Соловецкий монастырь.
Из монастыря он исчез неизвестно куда 26 июня 1726 года.